# معركة فوكشاني
كانت معركة فوكشاني معركة حدثت أثناء الحرب الروسية العثمانية (1787-1792) دارت المعركة في 1 أغسطس 1789 بين الدولة العثمانية وتحالف الإمبراطورية الروسية وملكية هابسبورغ بالقرب من فوكشاني ،إمارة البغدان (الآن في رومانيا).